# Hem-Hjällsjön
Hem-Hjällsjön är en sjö i Ljusdals kommun i Hälsingland och ingår i Ljusnans huvudavrinningsområde. Sjön är 15 meter djup, har en yta på 0,269 kvadratkilometer och är belägen 498,1 meter över havet.

## Delavrinningsområde
Hem-Hjällsjön ingår i det delavrinningsområde (684823-144037) som SMHI kallar för Utloppet av Tandsjön. Medelhöjden är 500 meter över havet och ytan är 33,16 kvadratkilometer. Räknas de 15 avrinningsområdena uppströms in blir den ackumulerade arean 97,95 kvadratkilometer. Voxnan som avvattnar avrinningsområdet har biflödesordning 2, vilket innebär att vattnet flödar genom totalt 2 vattendrag innan det når havet efter 224 kilometer. Avrinningsområdet består mestadels av skog (74 procent). Avrinningsområdet har 4,69 kvadratkilometer vattenytor vilket ger det en sjöprocent på 14,1 procent.